# Bernard Sikora
Bernard Sikora (de Sikory) – szlachcic mazowiecki. W roku 1495 zniszczył namiot księcia Konrada III Rudego, w okolicy Raciąża, kiedy ten wyruszył zająć ziemię Płocką. Został za to skazany na odsiadywanie kary wieży. Uwolniony z niej za poręką ojca Stanisława Sikory. Prawdopodobnie stronnik króla Jan Olbracht, zwolennik włączenia Płocka do Korony Polskiej. 